# Ludwig Eckes
Ludwig Eckes (* 28. April 1913 in Nieder-Olm; † 14. Januar 1984 ebendort) war ein deutscher Unternehmer (Eckes AG).

## Leben
Nach dem Besuch der Volksschule und der Mainzer Oberrealschule begann Eckes 1929 eine Lehre bei der Deutschen Bank in Mainz. Ab 1931 absolvierte er Lehr- und Wanderjahre mit Aufenthalten in Frankreich und England.
Am 1. Oktober 1931 kehrte er nach Nieder-Olm zurück und trat in das seit 1857 bestehende Familienunternehmen ein. 1931 bis 1984 war er persönlich haftender Gesellschafter der Firma Peter Eckes. Von 1973 bis zu seinem Tod war er Sprecher des Beirats. In dieser Zeit wurde das Sortiment gestrafft und der heute noch verwendete Firmen-Schriftzug „Eckes“ entwickelt. Nach dem Zweiten Weltkrieg arbeitete er am Wiederaufbau des Unternehmens zusammen mit seinem Vetter Peter Eckes, mit dem Ziel, Markenprodukte herzustellen.
Eckes war ab 1938 mit Marianne Chantré verheiratet. Das Paar hatte einen Sohn und eine Tochter. Sein Sohn Harald Eckes-Chantré (1939–2022) war später Vorstandsmitglied der Eckes-Firmengruppe.

## Politisches Engagement
Ludwig Eckes war Gründungsmitglied der Konservativen Aktion sowie Finanzier und Mitorganisator des Arbeitskreises für freiheitliche Gesellschaftspolitik.

## Auszeichnungen und Ehrungen
1963 ernannte ihn die Gemeinde Nieder-Olm zum Ehrenbürger. 1977 wurde er Vorsitzender des Verbandes der Deutschen Weinbrennereien (VdW). Zum 70. Geburtstag 1983 verlieh ihm der VdW das Weinbrenner-Zunftsiegel. Im Januar 1984 wurde er zum Ehrenvorsitzenden des VdW ernannt. 1978 wählte ihn der Bundesverband der Deutschen Spirituosen-Industrie und -Importeure (BSI) zu seinem Präsidenten, 1981 zum Ehrenpräsidenten.